# Тору Такемицу
Тору Такемицу (武満 徹 Такемицу Тору, 8 октомври 1930 г. – 20 февруари 1996 г.) е японски композитор и писател, автор на произведения по естетически теми и теория на музиката.
До голяма степен самоук, Такемицу притежава майсторството на тънката манипулация на инструментални и оркестрални тембри.
Съчетава елементи на Изтока и западната философия, и така създава уникално звучене. Обединява противоположности като звук с тишина, и традиции с иновации

## Избрана филмография
- „からみ合い“ (1962)
- „Харакири“ („切腹“, 1962)
- „Жената от пясъците“ („砂の女“, 1964)
- „Призрачни истории“ („怪談“, 1965)
- „Двойно самоубийство“ („心中天網島“, 1969)
- „Додескаден“ („どですかでん“, 1970)
- „Ран“ („乱“, 1985)
- „Изгряващо слънце“ („Rising Sun“, 1993)